# Mark Shield
Mark Shield (Fortitude Valley, Queensland; 2 de septiembre de 1973) es un exárbitro internacional de fútbol australiano. Participó en la terna arbitral de dos copas del mundo. El primer partido internacional que dirigió fue el que enfrentó a Nueva Zelanda y Noruega, el 22 de enero de 1997. Actualmente es director gerente de Bigmate, empresa en su natal Fortitude Valley. 
Conocido por su bajo perfil, Shield participó como árbitro durante la Copa Mundial de Fútbol de 2002 realizada en Corea del Sur y Japón, convirtiéndose en el réferi más joven en participar en las rondas finales del torneo. Para la Copa Mundial de Fútbol de 2006 fue convocado nuevamente a arbitrar, participando en dos partidos de la primera fase y siendo electo posteriormente entre los doce árbitros disponibles para los últimos ocho partidos del torneo. Aunque finalmente no arbitró ninguno, sí fue elegido para actuar como cuarto árbitro de la semifinal entre Portugal y Francia.